# Folke Rudewall
Folke Rudewall, född 12 mars 1895 i Asby församling, Östergötlands län, död 4 februari 1963 i Stockholm, var en svensk jurist.
Rudewall avlade juris kandidatexamen vid Uppsala universitet 1919 och gjorde karriär i Svea hovrätt. År 1927 blev han assessor och 1935 hovrättsråd. År 1936 blev Rudewall revisionssekreterare, 1936 och 1937 tillförordnad justitiekansler, 1938 och 1939 suppleant för vice ordföranden i Arbetsdomstolen. Han var häradshövding i Medelpads östra domsaga 1939–1943 och Sveriges justitieombudsman 1944–1956 (1939–1944 suppleant). År 1956 blev Rudewall regeringsråd.
Rudewall var son till kyrkoherde Viktor Andersson och Hulda Wallström. Han gifte sig 1939 med Karin Sandberg (född 1901, dotter till Oskar Sandberg och Hilma Nilsson).

## Utmärkelser
- Riddare av Nordstjärneorden, 1938.[2]
- Kommendör av första klassen av Nordstjärneorden, 6 juni 1940.[3]
- Kommendör med stora korset av Nordstjärneorden, 5 juni 1954.[4]